# WJ-700 (航空機)
WJ-700
- 用途：無人航空機（UAV）
- 製造者：中国航天科工集団（CASIC）
- 初飛行：2021年1月11日
- 生産数：不明
- 運用状況：開発中

WJ-700は中華人民共和国が開発中の無人航空機（UAV）。

## 概要
WJ-700は中国航天科工集団が開発した、高高度・高速・長時間飛行可能な、監視･攻撃一体型の無人航空機であり、広域偵察機能も備えている。対地・対艦・対レーダーなどの精密攻撃が可能で、多様な戦闘任務を遂行できるとされている。
WJ-700はジェットエンジンを使用しており、ターボプロップエンジンを使用するUAVよりも高速で飛行可能で、亜音速機として高い能力を備える。飛行速度は500km/h～800km/h、飛行高度は10,000mで、高高度での偵察・監視・攻撃任務が可能とされている。また、滞空時間は20時間、最大離陸重量は3000kgとされている。

## 歴史
2018年、WJ-700は中国国際航空宇宙博覧会でデビューした。
2021年1月11日、WJ-700はテストフライトを実施した。
2022年11月、第14回中国国際航空宇宙博覧会でWJ-700の模型と搭載可能な兵装が展示された。

## 輸出
2022年7月、アルジェリア人民国軍が4機のWJ-700を購入したことが報じられた。

## ギャラリー

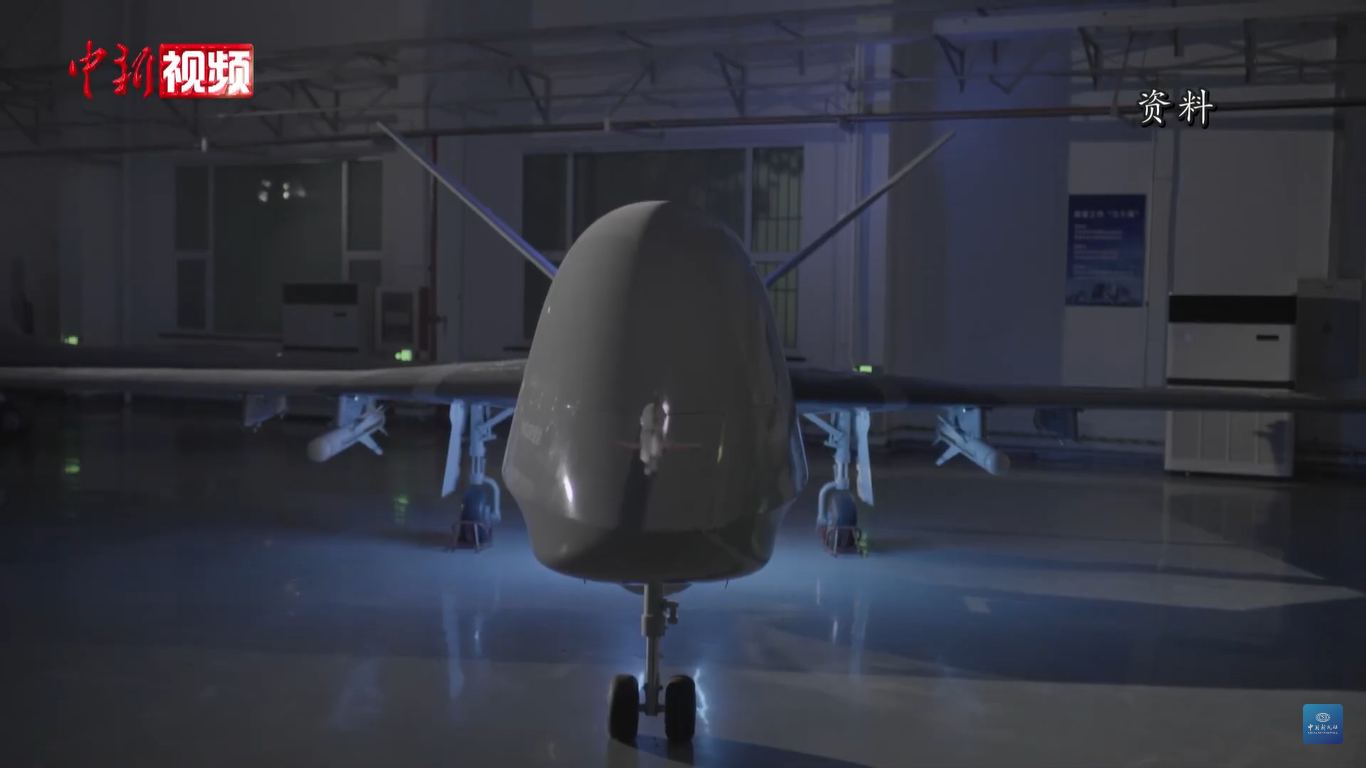
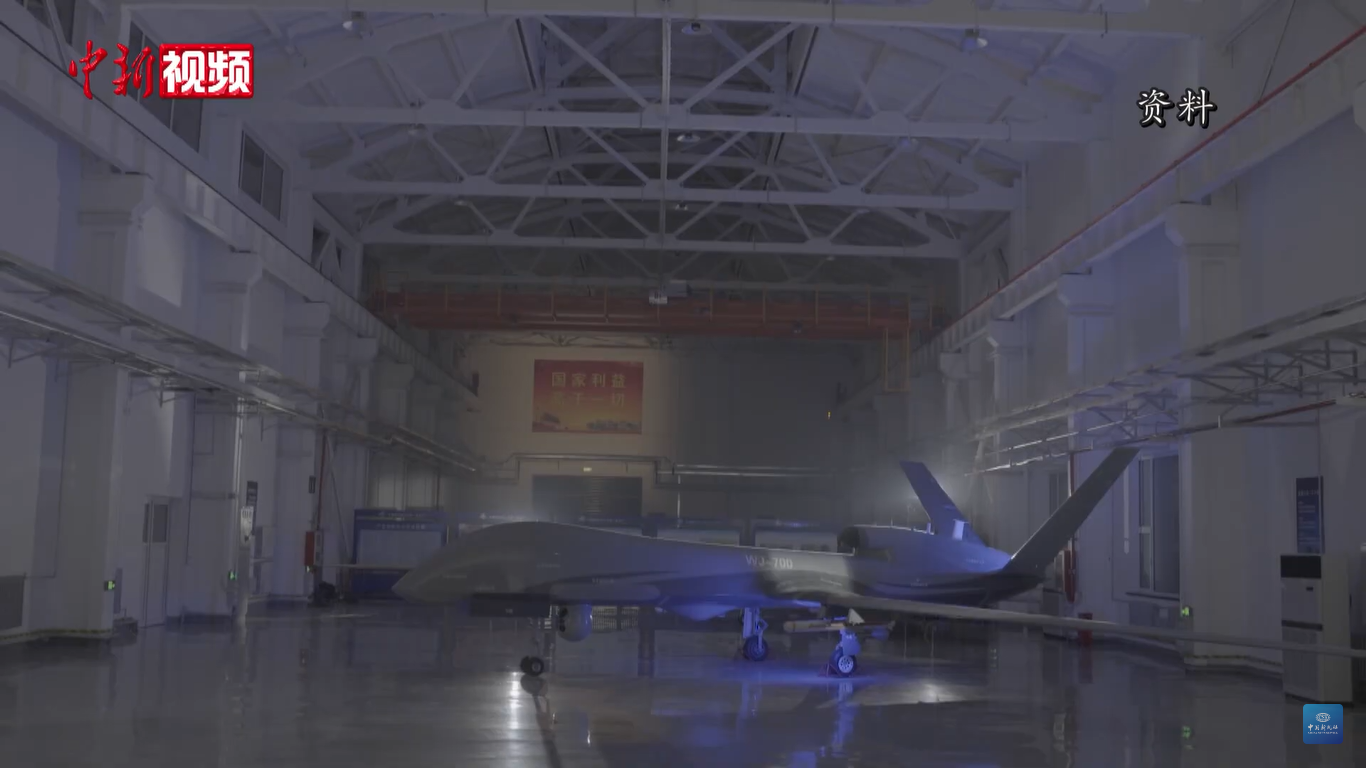
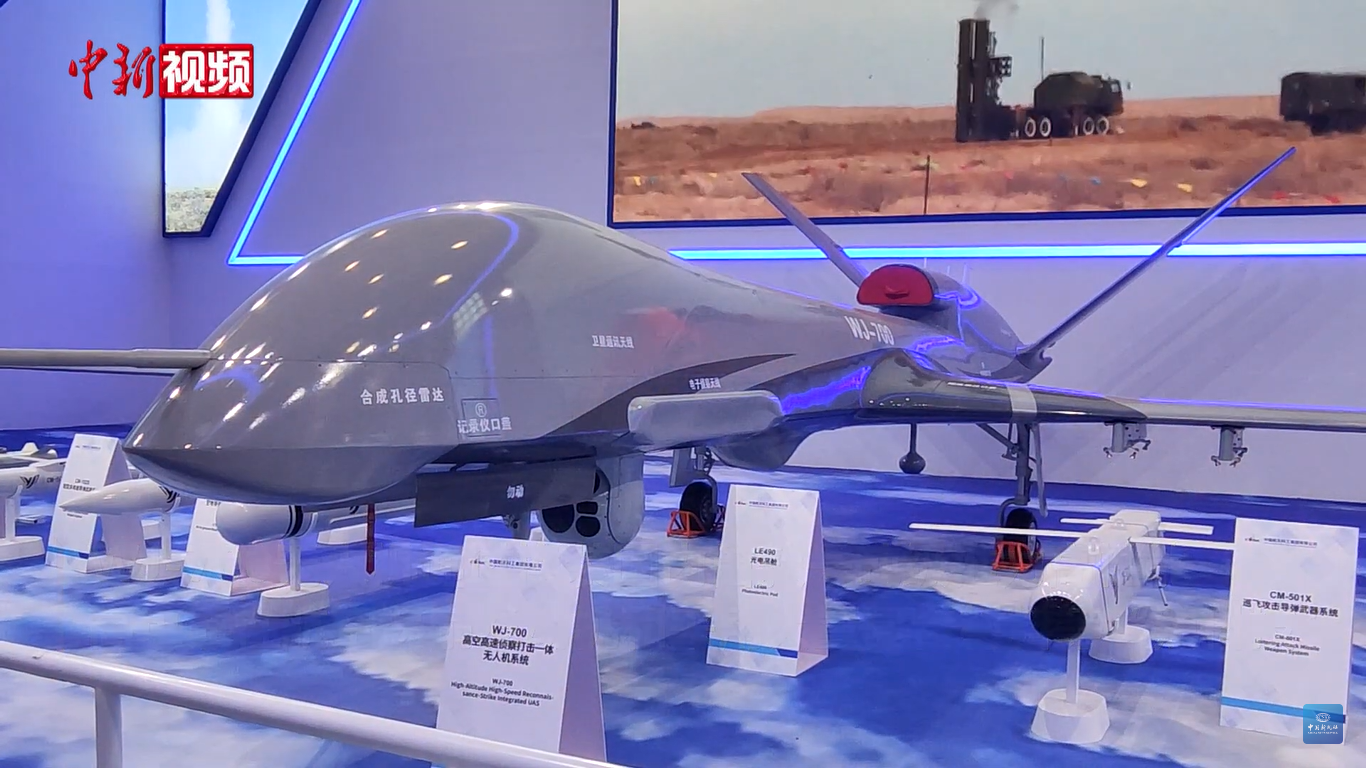
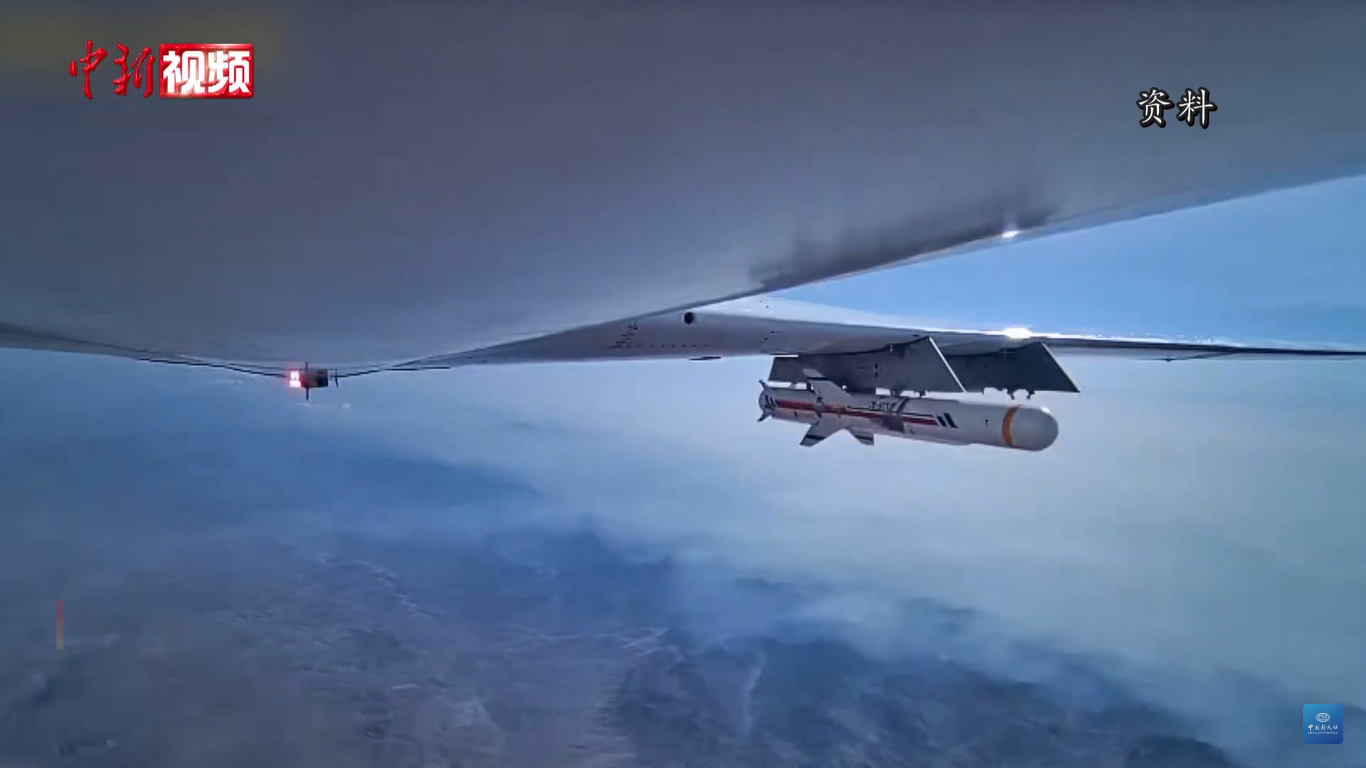